# Naja atra
La cobra china o cobra de Taiwán (Naja atra) es una especie de serpiente de la familia Elapidae.

## Hallazgo y distribución
Fue descrita por primera vez por el zoólogo danés Cantor en el año 1842, y se puede encontrar en los siguientes países asiáticos: China, Laos, Taiwán y Vietnam.

## Hábitat y características
Se trata de una especie de serpiente venenosa (posee un veneno llamado cobratoxina). Es de comportamiento agresivo, puede llegar a medir 2 metros y habita en bosques, zonas de matorral, pastizales y manglares.

## Veneno
La cobra china es altamente venenosa. El veneno consiste principalmente de cobratoxina (neurotoxina), hemotoxina y cardiotoxina. La DL50 es 0,53 mg/kg en ratones. La entrega promedio de veneno de esta serpiente es de alrededor de 250,8 mg. Algunos individuos (mayoritariamente los especímenes de la provincia de Guizhou) pueden arrojar veneno hacia los enemigos a una distancia de 2 metros (6,6 pies).
Los síntomas locales producidos en sus víctimas por la cobra china son el oscurecimiento de la herida, enrojecimiento localizado e hinchazón, dolor, insensibilidad, e invariablemente ampollas y necrosis. La necrosis es problema serio en casos de mordedura de cobra, por cuanto, esto puede persistir durante muchos años después de la recuperación general de la víctima. Los siguientes síntomas sistémicos también pueden presentarse: incomodidad en el pecho, fiebre, dolor de garganta, dificultad para tragar, pérdida de voz, sentimiento de debilidad en los miembros, marcha pausada, dolor general, trismo, y dificultad para respirar. En raras ocasiones se produce la muerte. El suero antiofídico está extensamente disponible y las muertes son mucho menos frecuentes que antes.